# Zvika Greengold
Zvika "Zvi" Greengold är en israelisk krigsveteran. Som löjtnant på Golan-fronten under Yom Kippurkriget förstörde han mer eller mindre ensam 20 (hävdar han själv) till 60 (enligt hans chefer) syriska stridsvagnar med hjälp av sin Centurion-stridsvagn (även om det inte var med samma vagn; han fick byta vagn ett halvdussin gånger allt eftersom de slogs ut). För sina handlingar fick han O't Ha'gvora, Israels högsta militära utmärkelse som endast 6 personer fick för handlingar under Yom Kippurkriget. För närvarande så lever han i Galiléen och är verkställande direktör för kemiföretaget Frutarom.
Han är tidigare borgmästare i Ofaqim.